# Velorex

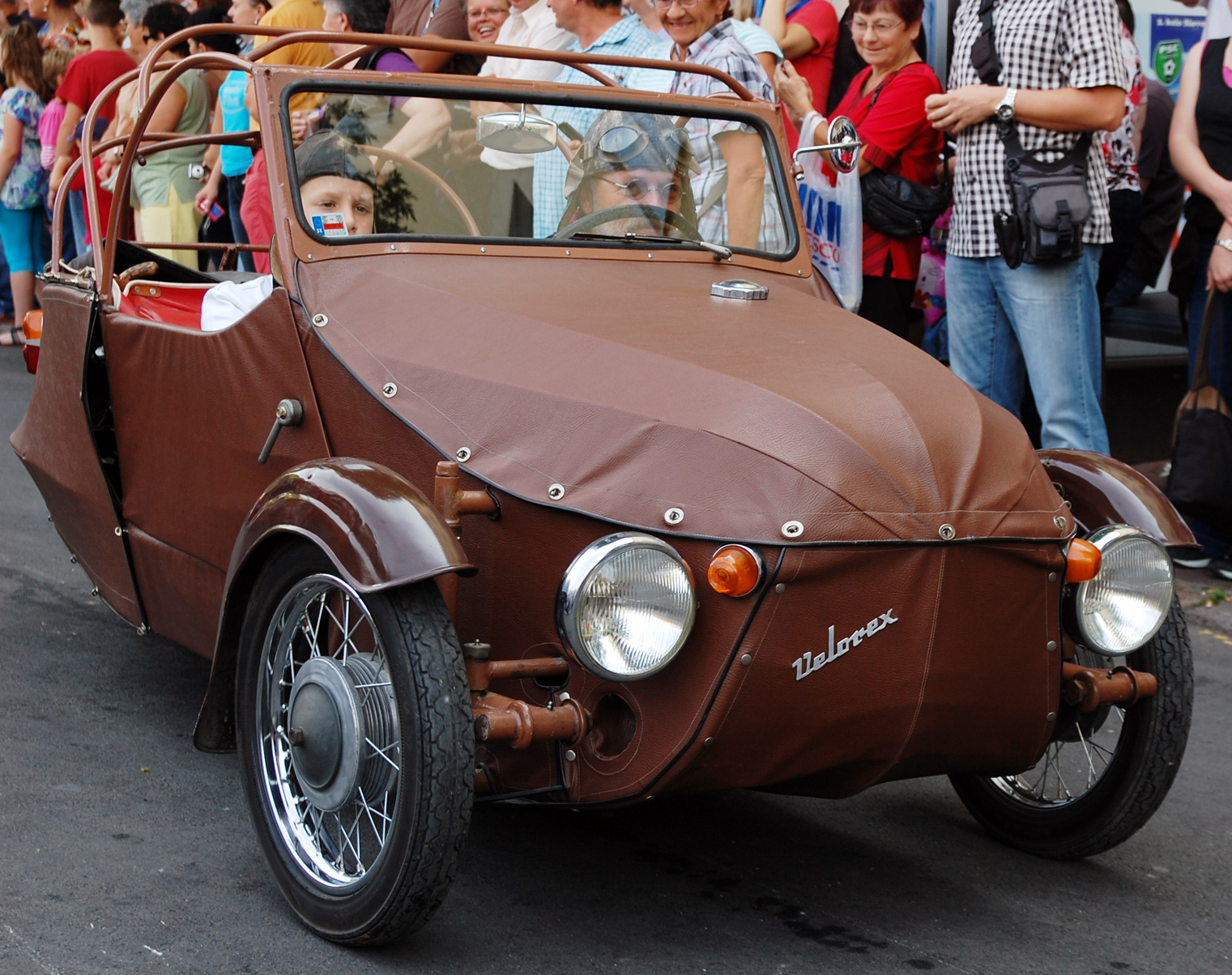
Velorex.16/350

A Velorex mozgássérülteknek szánt csehszlovák gyártmányú háromkerekű kisautótípus volt a második világháború után. A név a „velocipéd” (kerékpár) szó első két szótagjának és a latin „rex” (király) szónak az összetételéből származik. A magyar szlengben "bőregér"-nek becézték. "Ha én egyszer megöregszem, nekem is lesz Velorexem!"

## Története
František Stránský (1914–1954) és öccse, Mojmír Stránský (1924. június 29.–2011. június 13.) eredetileg kerékpárjavítással foglalkoztak Parníkban Česká Třebová mellett. A fiatalabb fiú az idősebb inasa is volt egyben.
1936-ban megtetszett nekik a Morgan háromkerekű. Elkezdtek gondolkodni egy olcsó háromkerekű jármű megépítésén, mely betölthetné az űrt a motorkerékpárok és az autók közt. Ezt a szerkezetet a fiatalok és a szegényebbek részére szánták. 1938-ban vállalkozást alapítottak Moto Velo Sport néven.
1943-ban elkészült az első prototípus, mely alumíniumlemezzel bevont csőváz főleg kerékpáralkatrészből összeállított jármű volt. Cseh nyelven a tengely os, a kocsi kára, -káré. Így keletkezett az Oskar elnevezés. Az Oskar iránt nagy volt az érdeklődés, de az alulméretezett biciklialkatrészek nem bírták a terhelést; ezeket fokozatosan helyettesítették motorkerékpár alkatrészekkel. Különböző motortípusokat próbáltak ki az Oskar meghajtására.
1945-ben kibéreltek egy műhelyt az út mellett Česká Třebovában. Itt gyártották le az első sorozatot az Oskarból. A praktikus rezgésmentes csővázat először szerelőruha anyagával vonták be, ami a mai farmeranyaghoz volt hasonló, de azt hamarosan a vízálló vászon, majd a műbőr váltotta fel. 3 darabot 150 cm³-es CZ, 3 darabot 300 cm³-es PAL, 6 darabot 250 cm³-es JAWA motor hajtott. A 300 cm³-es PAL motor eredetileg egyhengeres 6 lóerős stabil motor volt, mezőgazdasági felhasználásra, melyen rajta volt a hűtés és egy különálló sebességváltó szekrény.
A próbagyártás után elkezdtek gondolkodni a sorozatgyártáson, de ebben az időben egyesítették a motorkerékpár és az autógyártást. Az autógyártást Kopřivnicébe és Mladá Boleslavba összpontosították. A motorkerékpárokat csak a JAWA és a ČZ gyárthatta, ezért a háromkerekűt egy könnyű járműként sorolták be a rokkantak számára. Így adómentesen gyárthattak. A háromkerekű ára fele volt a motorkerékpár árának.
1950. május 9-én volt Prágában az első motorkerékpár- és könnyűjármű-verseny, melyen részt vett a Stránský testvérpáros is. František egy JAWA 250 cm³-es motorral ellátott 21-es rajtszámú Oskarral és Mojmír egy DKW 350-es motorral ellátott 34-es rajtszámú Oskarral. A versenyen 29 saját gyártású jármű vett részt. Mojmír több mint 85 km/h átlagsebességet ért el. Ezért tiszteletbeli elismerést kapott. Magasan volt értékelve mindkét Oskar a szép kézműves munkáért a konstrukció életképességéért és a hosszabb távokra való kihasználhatóságáért. Az Oskarban ki volt próbálva a Tigris tank 600 cm³-es kétütemű motorja is, melyet a háború alatt szereztek, de a műszaki bonyolultsága és nehézkes kiszolgálása miatt ezt a prototípust kisteherautóvá alakították át.[forrás?]
1950-ben a párt úgy döntött a Stránsky-fivérek üzemét beolvasztja a VELO gyártási szövetkezetbe, mely Hradec Královéban székelt, s amelyet 2 évvel később Velorex Gyártási Szövetkezetté kereszteltek. Itt kisebb sorozatokban gyártották az Oskarokat 250 cm³-es JAWA motorral. A nem megfelelő gyártási körülmények és a növekvő érdeklődés miatt a gyártást Parníkból áthelyezték Solnicebe (ejtsd: Szolnyice), az Orlice-hegységbe. Ide költözött a két Stránský-fivér is a hat alkalmazottjukkal együtt. Ebben az évben 120 darab Oskar 54-est gyártottak le.
1952-ben már 180 darabot gyártottak. Ebben az évben az első futóművet is alacsonyabbra helyezték. 1954-ben 80 alkalmazott már havi 40 darabot gyártott.
1954. január 21-én Frantisek Stránsky megcsúszott egy prototípussal a jeges úton és a súlyos fejsérüléseibe nemsokára belehalt.
Ebben az évben változtatták meg az első kerék és a hátsókerék lengőkarjainak felfüggesztését. Megjelent a sorozatgyártásban is az ívelt hosszú tető. Megkezdték az előre- hátramenet mechanikus kapcsolónak a beépítését.
1955-ben kezdték a 19-es ČZ-kerekeket felváltani a 16-os JAWA-kerekek.
Mojmír Stránský nem volt hajlandó belépni a kommunista pártba, ezért elbocsátották. Ebben az időben már elkezdték beépíteni a JAWA 350 cm³-es motorokat. A következő évben az Oskar 54 nevet megváltoztatják a későbbi Velorexre. Az első új név a 19-es kerekek megszűnésével jelenik meg. A Velorexek a kerékről kapták a 16-os típusszámot (Velorex 16).
1959-ben az üzem rekordot döntött; havonta már 120 darab Velorex 16-ot gyártottak.
1961-ben befejezték az új üzem építését, amely Rychňove nad Knežnouban volt. A gyártás átköltözött az új műhelybe. Solnicen szerelték össze továbbra is a Velorexeket és kibővítik a tevékenységüket egy kárpitos műhellyel.
1963-ban nagy változtatások történnek a Solnice-i gyártási programban. Januárban elkezdték a 16-os típusba szerelni a ČZ 175-ös (ejtsd: CS-Z) motort. Márciusban a 16-os típusokat már JAWA 350-es 572-es típusú motorral is szerelték. Mindkét típus elektromos önindítóval volt ellátva. Ebben az évben befejezték a JAWA 250-es motor beépítését. A 8,5 lóerős motor teoretikusan és praktikusan is megfelelt a rokkantkocsikra támasztott igényeknek, mert a maximális sebességük 30 km/órára volt korlátozva.
A 16/350-es típust 1968-ban lényeges újításokon esett át. Ekkor kezdték beépíteni az 572-3-as típusjelű motort. Megváltozik a jobb oldali motorblokk, melybe egyenesen beépül a dinamó-önindító. A motor silent blokkokként szerelődött, ami lehetővé tette a hidraulikus tengelykapcsoló beépítését.
1970-ben kezdték használni a kétküllős kormányt. A hátsó keréktartó lengőkart ellátták a jobb oldalon is egy lengéscsillapítóval, mert az addigi gyártásban alkalmazott, egyetlen bal oldali lengéscsillapítóval a villa mindig megcsavarodott.
1971 szeptemberében befejeződött a háromkerekűek gyártása. Novemberben beindult a négykerekűek gyártása 435-0 típusszám alatt. Ezekbe már JAWA 350 572-04-es típusú motorokat szereltek. Az év végéig 50 darabot gyártottak le. A 435-ös típusnak kellett volna felváltania a háromkerekűeket, de azok nem szereztek akkora hírnevet, mint a háromkerekűek. Nem volt jó gondolat a négykerekűek gyártása. Ebben az időben a csehszlovák autóipar is nagyot fejlődött. A négykerekűek már más elbírálás alá estek, nem tudták felvenni a versenyt az olyan típusokkal, mint például a Trabant. Nagyon sok volt a konstrukciós hibájuk. A gyártás közben rengeteg volt a változtatás. A hibák arra kényszerítették a szövetkezetet, hogy 1973-ban leálljanak a gyártással. A 435-0-s típusból mindössze 1380 darab készült. A Solnice-i gyártást nem tudta megmenteni a 435-D típus sem, amely üvegszálas műanyagból készült és hasonlított a Fiat 500-asra. Próbálkoztak riksák készítésével is, de hiába. Így a gyártás végleg befejeződött.
Továbbra is fenntartották az alkatrészgyártást az eddigi típusokra, és más termékek gyártásába kezdtek.
Az 1980-as években érdeklődött India a háromkerekűek iránt. Szerette volna megvásárolni a gyártási programot, de sajnos már csak a műszaki dokumentációt találták a gyárban, a készülékek és berendezések ekkorra már eltűntek. Ezért az üzlet nem jöhetett létre.

## A gyártócég ma
A kilencvenes években a Solnice-i üzem kivált a hradcai egységből. Ma ASV Solnice v. d. néven autók műszaki ellenőrzését végzi, továbbra is varrja a régebben gyártott Velorexekre a huzatokat és részegységeket gyárt a Škoda auto a. s. Mladá Boleslav részére.

## A Velorex utóélete
1995-ben több Velorex-klub létezett Csehországban és Európában. Rendszeresen összegyűlnek és szervezett találkozókat tartanak Boskoviceben, Lipnice nad Sázavouban, Magyarországon és más helyeken.

## Modellek és technikai paramétereik

### Oskar 54[1]

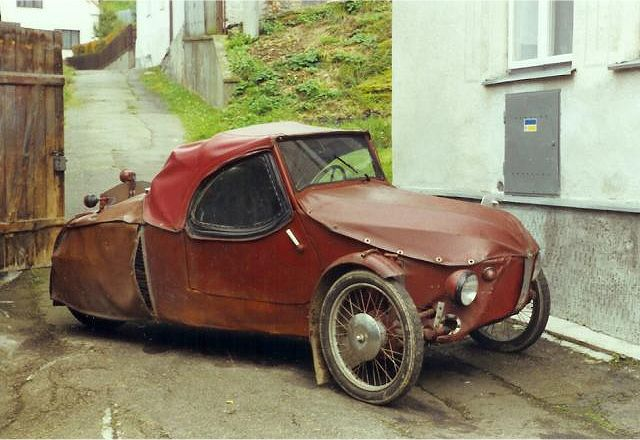
Oskar 54

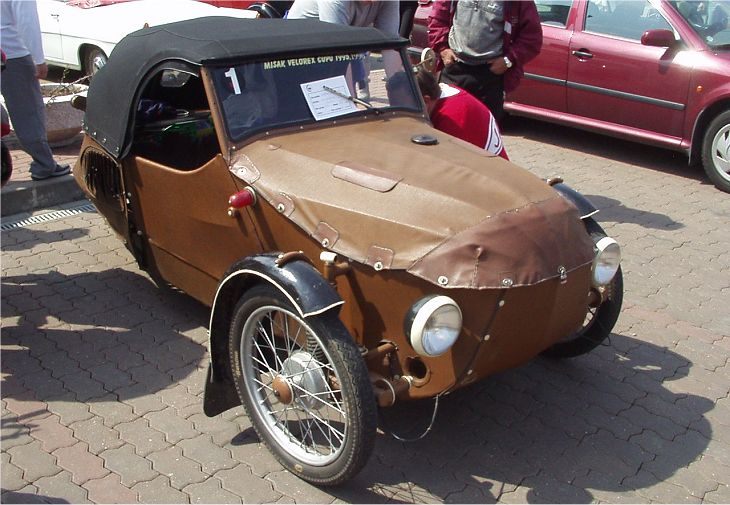
Oskar 16/250

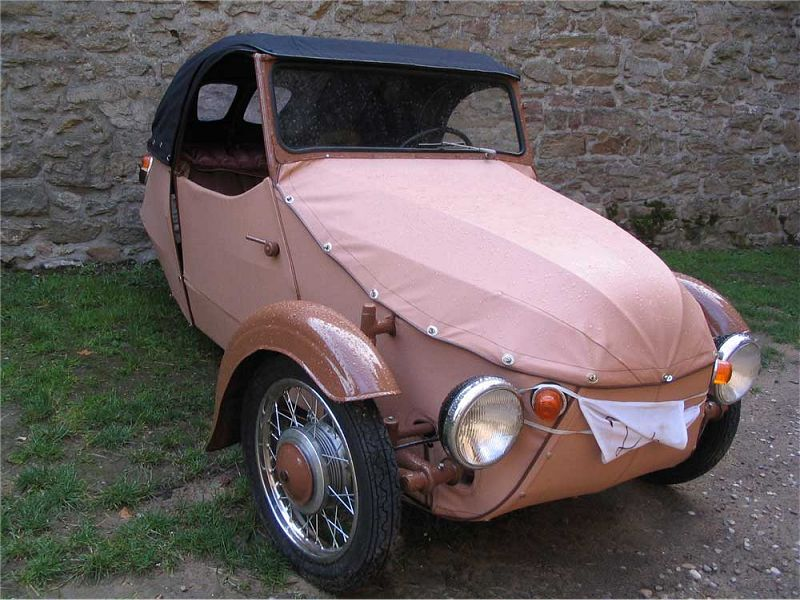
Velorex 16/175

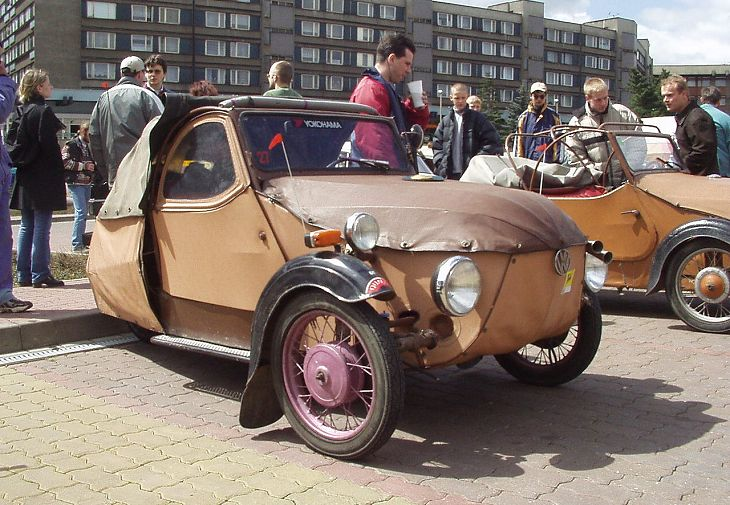
Velorex 16/350

- speciális autó mozgássérültek részére,
- kétüléses,
- Jawa 250, kétütemű, egyhengeres, léghűtéses motorkerékpár-motor; 248,5 cm³, 9 LE (4,250),
- fogyasztás: 3,6 l/100 km,
- önsúly: 205 kg, összsúly: max. 395 kg,
- hossz: 3,1 m, szélesség: 1,4 m, magasság: 1,25 m.

### Oskar 16/250[2]
- speciális autó mozgássérültek részére,
- kétüléses,
- Jawa 250, kétütemű, egyhengeres, léghűtéses motorkerékpár-motor; 248,5 cm³, 9 LE (4,250),
- fogyasztás: 3,6 l/100 km,
- önsúly: 205 kg, összsúly: max 395 kg,
- hossz: 3,25 m, szélesség: 1,38 m, magasság: 1,25 m.

### Velorex 16/175[3]
- speciális autó mozgássérültek részére,
- kétüléses,
- ČZ 175 – 505, kétütemű, egyhengeres, léghűtéses motorkerékpár-motor; 171,8 cm³, 8,5 LE (4,500),
- fogyasztás: 5 l/100 km,
- önsúly: 290 kg, összsúly: max 490 kg,
- hossz: 3,1 m, szélesség: 1,4 m, magasság: 1,24 m.

### Velorex 16/350[4]
- speciális autó mozgássérültek részére,
- kétüléses,
- Jawa 350 – 572, kétütemű, kéthengeres, léghűtéses motorkerékpár-motor; 350 cm³,
- max sebesség: 60 km/h (max 85 km/h),
- önsuly: 310 kg, összsúly: max 500 kg,
- hossz: 3,1 m, szélesség: 1,4 m, magasság: 1,24 m.

### Velorex 435-0[5]
- négykerekű, kétüléses,

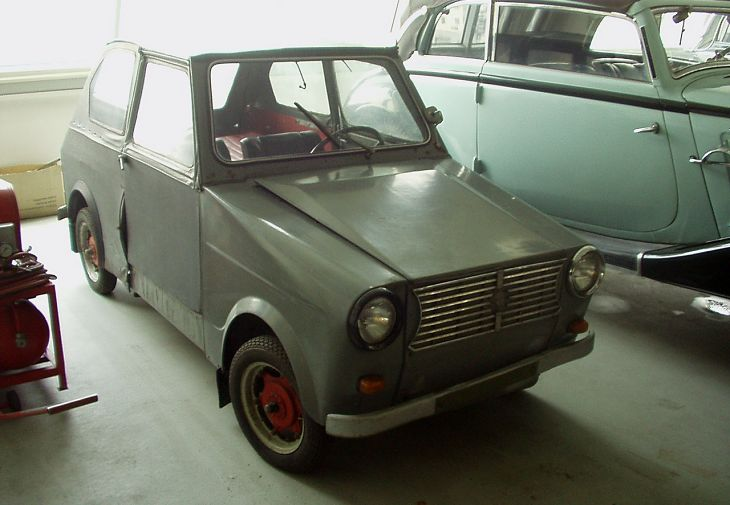
Velorex 435-0

- Jawa 350/572, léghűtéses motor, 17 LE (4,750),
- önsúly: 385 kg, összsúly: max. 585 kg,
- fogyasztás: 6,5 l/100 km,
- max sebesség: 80 km/h,
- hossz: 2,89 m, szélesség: 1,15 m, magasság: 1,365 m.

## Statisztika
| Modellek                                 | db     |
| ---------------------------------------- | ------ |
| Oskar 54 , Velorex Oskar, Velorex 16/250 | 2 500  |
| Velorex 16/175                           | 800    |
| Velorex 16/350                           | 12 000 |
| Négykerekű 435-0                         | 1 380  |

Becslések szerint a termelés felét exportálták a KGST országaiba (Bulgária, Kelet-Németország, Lengyelország, Magyarország).

### A sorozatgyártásról általában
Az Oskar/Velorex gyártása a szocializmus gazdasági fejlődésének kezdetén indult, amikor még nem voltak érvényesek a sorozatgyártás szabályai. Nem volt összhangban a gyártás az igényekkel. Ezért sokszor, hogy a gyártás folyamatossága biztosítva legyen, abból dolgoztak, ami éppen beszerezhető volt. A fejlesztés párhuzamosan ment a gyártással. Így történt, hogy az Oskar 54-es típusra szerelték a ČZ 150 és a JAWA 250-es kerekeit egyidejűleg. A kerekek néha barnára voltak festve, néha alumíniumból készültek, de megjelentek krómozottak, vagy JAWA-pirosra (RAL 3004) festettek. A magas és az alacsony alvázak is gyakran váltották egymást, így a változtatás időpontját csak tájékoztató jellegűnek szabad értelmezni. A különböző változtatások a karosszérián (csővázon) sokszor a hegesztők műve volt, ezért azonos két darab nem található. A hegesztési munkákat többnyire nők végezték. Ugyanez vonatkozik a fényszórókra is. Egyidejűleg szerelték a nagy és a kis fényszórókat, de megjelentek az aszimmetrikus fényszórók is.

## Külső hivatkozások
- A magyar Velorex-klub honlapja
- Velorex-teszt – Totalcar.hu, 2003. június 5.
- Egy magyar Velorex-oldal
- Budapest-Bamako Velorex-szel
- Az új Velorex a cseh Ariel Atom – Totalbike.hu, 2010. március 10.